# Граовац, Даниэл
Даниэл Граовац (босн. и хорв. Daniel Graovac; род. 8 августа 1993, Босански-Нови, Босния и Герцеговина) — боснийский футболист, защитник клуба «Касымпаша».

## Карьера
Даниэл начал карьеру в футбольном клубе «Слобода» из родного города. С 2010 по 2013 годы выступал за молодёжные команды хорватского «Динамо».
На взрослом уровне впервые выступал в составе «Зриньски», в котором провёл три сезона. В 2016 году перешёл в бельгийский Мускрон-Перювельз, однако места в основе не получил, и был отдан в аренду обратно в Мостар, а позже и в столичный «Железничар». 12 июля 2018 года перешёл в сербскую «Войводина» на правах свободного агента.

## Достижения
«Зриньски»
- Чемпион Боснии и Герцеговины (3): 2013/14, 2015/16, 2016/17

«ЧФР Клуж»
- Чемпион Румынии: 2021/22
- Финалист Суперкубка Румынии (2): 2021, 2022